# HD 186815
HD 186815，又名BD+56 2291，SAO 31933、HR 7526，是一颗恒星，视星等为6.27，位于銀經89.5，銀緯15.86，其B1900.0坐标为赤經19h 41m 37s，赤緯+56° 15.86′ 3″。